# Conrad Fenge
Conrad Fenge (* 8. Dezember 1817 in Felsberg (Hessen); † 1. Oktober 1908 ebenda) war ein deutscher Kommunalpolitiker und Abgeordneter des Provinziallandtages der Provinz Hessen-Nassau.

## Leben
Conrad Fenge war der Sohn des Bäckermeisters Urban Fenge und dessen Gemahlin Maria Sachteleben. In seinem Heimatort war er Gutsbesitzer und betrieb eine Brauerei, ging in die Politik und wurde Bürgermeister (1872–1902). Im Landkreis Melsungen war er Mitglied des Kreistages und des Kreisausschusses. 1884 erhielt er in indirekter Wahl ein Mandat im Kurhessischen Kommunallandtag des Regierungsbezirks Kassel. Aus dessen Mitte wurde er zum Abgeordneten des Provinziallandtages der Provinz Hessen-Nassau bestimmt. Er blieb bis zum Jahre 1897 in den Parlamenten. Das Amt des Bürgermeisters hatte er bis 1902 inne.
Er war mit Maria Meyfarth verheiratet. Aus der Ehe stammten die Kinder Konrad (* 1852, Bürgermeister) und Marie (* 1861).